# Amsterdam University Press
Die Amsterdam University Press (AUP) ist ein niederländischer Universitätsverlag aus Amsterdam. Er wurde 1992 gegründet und veröffentlicht Werke in niederländischer und englischer Sprache. Bisher wurden rund 1.600 Werke verlegt sowie 15 Fachzeitschriften im Peer-Review-Verfahren.
Verlagsdirektor ist seit 1. Oktober 2012 Jan-Peter Wissink. 2012 wurde in der niederländischen Presse von einer bevorstehenden Insolvenz des Verlages berichtet. Eigentümerin ist die Universität von Amsterdam.

## Zeitschriften
Zu den sozial- und geisteswissenschaftliche Zeitschriften gehören:
- Algemeen Nederlands Tijdschrift voor Wijsbegeerte
- Comparative Migration Studies
- International Journal for History, Culture and Modernity
- Internationale Neerlandistiek
- Journal of Archaeology in the Low Countries
- Mens en Maatschappij
- NECSUS. European Journal of Media Studies
- Nederlandse Letterkunde
- Nederlandse Taalkunde
- Taal en Tongval
- Tijdschrift voor Genderstudies
- Tijdschrift voor Geschiedenis
- Tijdschrift voor Sociale en Economische Geschiedenis
- Tijdschrift voor Taalbeheersing
- Tijdschrift voor Zeegeschiedenis